# تيموثي بوتومز
تيموثي بوتومز (بالإنجليزية: Timothy Bottoms)‏ مواليد 30 أغسطس 1951 في كاليفورنيا، الولايات المتحدة، هو ممثل ومنتج أمريكي بدأ مسيرته الفنية عام 1970.

## الأعمال
- آخر عرض صور
- مطاردة الصحيفة
- ميو في الأراضي البعيدة
- السماء الزرقاء
- الرجل ذو القناع الحديدي
- الفتاة المجاورة
- عرض السبعينات ذاك
- إن سي آي إس
- غريز أناتومي

## وصلات خارجية
- تيموثي بوتومز على موقع IMDb (الإنجليزية)
- تيموثي بوتومز على موقع ميتاكريتيك (الإنجليزية)
- تيموثي بوتومز على موقع الموسوعة البريطانية (الإنجليزية)
- تيموثي بوتومز على موقع روتن توميتوز (الإنجليزية)
- تيموثي بوتومز على موقع ألو سيني (الفرنسية)
- تيموثي بوتومز على موقع ميوزك برينز (الإنجليزية)
- تيموثي بوتومز على موقع أول موفي (الإنجليزية)
- تيموثي بوتومز على موقع قاعدة بيانات برودواي على الإنترنت (الإنجليزية)
- تيموثي بوتومز على موقع قاعدة بيانات الأفلام السويدية (السويدية)
- تيموثي بوتومز على موقع إن إن دي بي (الإنجليزية)